# Prima Lega 2009-2010 (calcio)
La Prima Lega 2009-2010 è la 113ª edizione del terzo livello del calcio svizzero.

## Gruppo 1

### Partecipanti
| Club            | Città       | Stadio                         | Capacità |
| --------------- | ----------- | ------------------------------ | -------- |
| Baulmes         | Baulmes     | Stade Sous-Ville               | 2 500    |
| Bavois          | Bavois      | Terrain Communal               | ?        |
| Bulle           | Bulle       | Stade de Bouleyres             | 5 150    |
| Chênois         | Chêne-Bourg | Stade des Trois-Chênes         | ?        |
| Düdingen        | Düdingen    | Sportanlage Birchhölzli        | ?        |
| Echallens       | Echallens   | Centre sportif des 3 sapins    | 2 000    |
| Étoile Carouge  | Carouge     | Stade de la Fontenette         | ?        |
| Friburgo        | Friburgo    | Stade Universitaire St-Leonard | 10 000   |
| Grand-Lancy     | Grand-Lancy | Stade des Fraisiers            | ?        |
| Malley          | Losanna     | Stade du Bois-Gentil           | ?        |
| Martigny        | Martigny    | Stade d'Octodure               | ?        |
| Meyrin          | Meyrin      | Stade des Arbères              | 2'018    |
| Naters          | Naters      | Sportanlage Stapfen            | ?        |
| Sion U-21       | Sion        | Stade Tourbillon               | ?        |
| Urania Ginevra  | Ginevra     | Stade de Frontenex             | ?        |
| Young Boys U-21 | Berna       | Stade de Suisse Wankdorf       | 32 000   |

### Classifica finale
|  | Pos. | Squadra         | Pt | G  | V  | N  | P  | GF | GS | DR  |
|  | ---- | --------------- | -- | -- | -- | -- | -- | -- | -- | --- |
|  | 1.   | Sion U-21       | 54 | 30 | 16 | 6  | 8  | 66 | 50 | +16 |
|  | 2.   | Malley          | 53 | 30 | 15 | 8  | 7  | 65 | 45 | +10 |
|  | 3.   | Chênois         | 48 | 30 | 13 | 9  | 8  | 46 | 40 | +6  |
|  | 4.   | Düdingen        | 47 | 30 | 13 | 8  | 9  | 62 | 49 | +13 |
|  | 5.   | Étoile Carouge  | 46 | 30 | 13 | 7  | 10 | 60 | 54 | +6  |
|  | 6.   | Martigny        | 46 | 30 | 14 | 4  | 12 | 46 | 46 | 0   |
|  | 7.   | Meyrin          | 45 | 30 | 11 | 12 | 7  | 64 | 51 | +13 |
|  | 8.   | Friburgo        | 44 | 30 | 12 | 8  | 10 | 54 | 46 | +8  |
|  | 9.   | Echallens       | 44 | 30 | 12 | 8  | 10 | 59 | 52 | +7  |
|  | 10.  | Naters          | 37 | 30 | 10 | 7  | 13 | 53 | 61 | -8  |
|  | 11.  | Baulmes         | 36 | 30 | 10 | 6  | 14 | 53 | 76 | -23 |
|  | 12.  | Young Boys U-21 | 34 | 30 | 10 | 4  | 16 | 48 | 58 | -10 |
|  | 13.  | Urania Ginevra  | 34 | 30 | 8  | 10 | 12 | 49 | 62 | -13 |
|  | 14.  | Grand-Lancy     | 34 | 30 | 10 | 4  | 16 | 43 | 62 | -19 |
|  | 15.  | Bavois          | 32 | 30 | 9  | 5  | 16 | 43 | 55 | -12 |
|  | 16.  | Bulle           | 28 | 30 | 6  | 10 | 14 | 46 | 50 | -4  |

Legenda:

      Ammesso alle qualificazioni per la promozione in Challenge League 2010-2011.
      Retrocesso in Seconda Lega interregionale 2010-2011.

Note:

Tre punti a vittoria, uno a pareggio, zero a sconfitta.

## Gruppo 2

### Partecipanti
| Club              | Città      | Stadio                 | Capacità |
| ----------------- | ---------- | ---------------------- | -------- |
| Basilea U-21      | Basilea    | St. Jakob-Park         | 38 500   |
| Breitenrain       | Berna      | Spitalacker            | ?        |
| Delémont          | Delémont   | La Blancherie          | 5 263    |
| Grasshoppers U-21 | Zurigo     | Letzigrund             | 26 000   |
| Grenchen          | Grenchen   | Stadion Brühl          | 10 964   |
| Höngg             | Zurigo     | Hönggerberg            | ?        |
| Laufen            | Laufen     | Im Nau                 | 5 000    |
| Münsingen         | Münsingen  | Sandreutenen           | 2 200    |
| Muttenz           | Muttenz    | Sportplatz Margelacker | 3 200    |
| Old Boys Basilea  | Basilea    | Schützenmatte          | 8 000    |
| SV Sciaffusa      | Sciaffusa  | Bühl                   | ?        |
| Soletta           | Soletta    | Stadion FC Solothurn   | 6 750    |
| Wangen bei Olten  | Olten      | Chrüzmatt              | 2 800    |
| Winterthur U-21   | Winterthur | Schützenwiese          | ?        |
| YF Juventus       | Zurigo     | Utogrund               | 2 600    |
| Zurigo U-21       | Zurigo     | Letzigrund             | 26 000   |

### Classifica finale
|  | Pos. | Squadra           | Pt | G  | V  | N  | P  | GF | GS | DR  |
|  | ---- | ----------------- | -- | -- | -- | -- | -- | -- | -- | --- |
|  | 1.   | YF Juventus       | 58 | 30 | 16 | 10 | 4  | 52 | 33 | +19 |
|  | 2.   | Basilea U-21      | 57 | 30 | 17 | 6  | 7  | 76 | 46 | +30 |
|  | 3.   | Zurigo U-21       | 57 | 30 | 17 | 6  | 7  | 70 | 40 | +30 |
|  | 4.   | Delémont          | 57 | 30 | 17 | 6  | 7  | 61 | 45 | +16 |
|  | 5.   | Münsingen         | 46 | 30 | 13 | 7  | 10 | 49 | 39 | +10 |
|  | 6.   | Grasshoppers U-21 | 45 | 30 | 12 | 9  | 9  | 64 | 55 | +9  |
|  | 7.   | Grenchen          | 42 | 30 | 11 | 9  | 10 | 42 | 41 | +1  |
|  | 8.   | Breitenrain       | 40 | 30 | 10 | 10 | 10 | 53 | 43 | +10 |
|  | 9.   | Laufen            | 34 | 30 | 9  | 7  | 14 | 49 | 59 | -10 |
|  | 10.  | Old Boys Basilea  | 34 | 30 | 8  | 10 | 12 | 40 | 51 | -11 |
|  | 11.  | Soletta           | 33 | 30 | 7  | 12 | 11 | 34 | 45 | -11 |
|  | 12.  | Wangen bei Olten  | 33 | 30 | 9  | 6  | 15 | 48 | 61 | -13 |
|  | 13.  | Muttenz           | 31 | 30 | 7  | 10 | 13 | 39 | 47 | -8  |
|  | 14.  | Winterthur U-21   | 31 | 30 | 8  | 7  | 15 | 44 | 73 | -29 |
|  | 15.  | SV Sciaffusa      | 30 | 30 | 7  | 9  | 14 | 38 | 64 | -26 |
|  | 16.  | Höngg             | 27 | 30 | 7  | 6  | 17 | 49 | 66 | -17 |

Legenda:

      Ammesso alle qualificazioni per la promozione in Challenge League 2010-2011.
      Retrocesso in Seconda Lega interregionale 2010-2011.

Note:

Tre punti a vittoria, uno a pareggio, zero a sconfitta.

## Gruppo 3

### Partecipanti
| Club             | Città           | Stadio                       | Capacità |
| ---------------- | --------------- | ---------------------------- | -------- |
| Baden            | Baden           | Stadion ESP                  | 7 000    |
| Biaschesi        | Biasca          | Centro sportivo Al Vallone   | 2 850    |
| Cham             | Cham            | Eizmoos                      | ?        |
| Chiasso          | Chiasso         | Stadio comunale Riva IV      | 38 500   |
| Coira            | Coira           | Ringstrasse                  | 1 820    |
| Emmenbrücke      | Emmen           | Sportanlage Gersag           | 3 532    |
| Eschen/Mauren    | Mauren          | Sportpark Eschen             | 2 000    |
| Lucerna U-21     | Lucerna         | Sportanlagen Allmend         | 18 400   |
| Mendrisio-Stabio | Mendrisio       | Stadio comunale di Mendrisio | 4 260    |
| Lugano U-21      | Lugano          | Stadio comunale di Cornaredo | 14 873   |
| Rapperswil-Jona  | Rapperswil-Jona | Stadio Grünfeld              | 1 000    |
| San Gallo U-21   | San Gallo       | AFG Arena                    | 18 026   |
| Schötz           | Schötz          | Fussballanlage Wissenhusen   | 1 300    |
| Tuggen           | Tuggen          | Linthstrasse                 | 2 800    |
| Zofingen         | Zofingen        | Trinermatten                 | 1 200    |
| Zugo             | Zugo            | Herti Allmend                | 4 900    |

### Classifica finale
|  | Pos. | Squadra          | Pt | G  | V  | N | P  | GF | GS | DR  |
|  | ---- | ---------------- | -- | -- | -- | - | -- | -- | -- | --- |
|  | 1.   | Chiasso          | 64 | 30 | 19 | 7 | 4  | 63 | 26 | +27 |
|  | 2.   | Rapperswil-Jona  | 61 | 30 | 18 | 7 | 5  | 69 | 44 | +25 |
|  | 3.   | Tuggen           | 51 | 30 | 16 | 3 | 11 | 69 | 48 | +21 |
|  | 4.   | Baden            | 49 | 30 | 14 | 7 | 9  | 59 | 34 | +25 |
|  | 5.   | Lucerna U-21     | 46 | 30 | 13 | 7 | 10 | 44 | 43 | +1  |
|  | 6.   | Zugo             | 44 | 30 | 13 | 5 | 12 | 48 | 55 | -7  |
|  | 7.   | Mendrisio-Stabio | 42 | 30 | 12 | 6 | 12 | 34 | 38 | -4  |
|  | 8.   | Biaschesi        | 41 | 30 | 13 | 2 | 15 | 45 | 53 | -8  |
|  | 9.   | Eschen/Mauren    | 40 | 30 | 11 | 7 | 12 | 53 | 57 | -4  |
|  | 10.  | San Gallo U-21   | 38 | 30 | 11 | 5 | 14 | 48 | 59 | -11 |
|  | 11.  | Zofingen         | 37 | 30 | 10 | 7 | 13 | 53 | 56 | -3  |
|  | 12.  | Lugano U-21      | 36 | 30 | 10 | 6 | 14 | 44 | 54 | -10 |
|  | 13.  | Schötz           | 34 | 30 | 9  | 7 | 14 | 43 | 54 | -9  |
|  | 14.  | Cham             | 33 | 30 | 9  | 6 | 15 | 35 | 43 | -8  |
|  | 15.  | Emmenbrücke      | 33 | 30 | 9  | 6 | 15 | 43 | 54 | -11 |
|  | 16.  | Coira            | 26 | 30 | 8  | 2 | 20 | 32 | 64 | -32 |

Legenda:

      Ammesso alle qualificazioni per la promozione in Challenge League 2010-2011.
 Va allo spareggio salvezza per evitare la retrocessione.
      Retrocesso in Seconda Lega interregionale 2010-2011.

Note:

Tre punti a vittoria, uno a pareggio, zero a sconfitta.

## Promozione in Challenge League

### Primo turno
|                 | Risultati |                 |
| --------------- | --------- | --------------- |
| Tuggen          | 0 - 4     | YF Juventus     |
| YF Juventus     | 3 - 2     | Tuggen          |
| Étoile Carouge  | 1 - 3     | Rapperswil-Jona |
| Rapperswil-Jona | 5 - 1     | Étoile Carouge  |
| Münsingen       | 0 - 4     | Chiasso         |
| Chiasso         | 2 - 1     | Münsingen       |
| Delémont        | 2 - 0     | Malley          |
| Malley          | 2 - 3     | Delémont        |
|                 |           |                 |

### Finale
|                 | Risultati |                 |
| --------------- | --------- | --------------- |
| YF Juventus     | 2 - 1     | Delémont        |
| Delémont        | 4 - 1     | YF Juventus     |
| Chiasso         | 1 - 0     | Rapperswil-Jona |
| Rapperswil-Jona | 0 - 2     | Chiasso         |
|                 |           |                 |

- Chiasso e  Delémont promossi in Challenge League.

## Retrocessione in Seconda Lega interregionale
|             | Risultati |      |
| ----------- | --------- | ---- |
| Emmenbrücke | 0 - 3     | Cham |
|             |           |      |

- Emmenbrücke retrocede in Seconda Lega interregionale.

## Verdetti
| Prima Lega 2009-2010        | Prima Lega 2009-2010                                                |
| --------------------------- | ------------------------------------------------------------------- |
| Challenge League            | Gossau Le Mont                                                      |
| Prima Lega                  | Chiasso Delémont Bavois Bulle SV Sciaffusa Höngg Emmenbrücke Coira  |
| Seconda Lega interregionale | Terre Sainte Thun Berner Oberland U-21 Bümpliz Buochs Dornach Brühl |